# Asociația de Fotbal din Coreea de Nord
Asociația de Fotbal din Coreea de Nord este forul ce guvernează fotbalul în Coreea de Nord. Se ocupă de organizarea echipei naționale și a Campionatului de fotbal din Coreea de Nord.